# Saison 2004-2005 du Raja Club Athletic
Maillots
Chronologie
Saison précédente Saison suivante
La saison 2004-2005 du Raja Club Athletic est la 56e de l'histoire du club depuis sa fondation le 20 mars 1949. Elle débute alors que les Verts ont remporté le championnat lors de la saison précédente.
Au titre de cette saison, le Raja CA est engagé dans trois compétitions officielles: Botola, Coupe du Trône, et en Ligue des champions.
Le meilleur buteur de la saison est Soufiane Alloudi avec 16 buts inscrits toutes compétitions confondues.

## Avant saison
Le 2 juillet 2004, le Raja paraphe un contrat de trois ans avec l'entraîneur français Alain Fiard pour prendre les rênes de l'équipe première. Il succède au portugais Acácio Casimiro, recruté en milieu de saison après le départ de Henri Michel pour la sélection ivoirienne.

### Reprise
Un mois après avoir remporté le championnat sur un scénario rocambolesque, les joueurs reprennent leurs entraînements le 20 juillet au Complexe sportif de l'Oasis, et entament les préparations pour la nouvelle saison.

### Matchs amicaux

#### Tournoi d'abha
En août 2004, le Raja s'envole en Arabie Saoudite pour prendre part au Tournoi international de l'amitié Abha, auquel participe dix équipes venant de trois continents; Asie, Afrique et Amérique du sud. C'est l'occasion pour Alain Fiard de tester ses joueurs dont un nombre important vient de rejoindre l'équipe durant l'été.
Finaliste de la cinquième édition disputée en 2001, le Raja bat les colombiens du América de Cali en finale pour arracher son premier trophée de la saison et un chèque d’un million de riyal saoudien (environ 2,4 millions de dirhams). Hamid Nater s'est offert quant à lui le titre de meilleur joueur du tournoi.
| Date       | J.          | Adversaire      | Lieu                                    | Score | Buteurs                                         |
| ---------- | ----------- | --------------- | --------------------------------------- | ----- | ----------------------------------------------- |
| 10/08/2004 | Match 1     | Al Ahli SC      | Sultan bin Abdulaziz Stadium (en), Abha | 1-0   | Rachid Soulaimani 22e                           |
| 12/08/2004 | Match 2     | América de Cali | Sultan bin Abdulaziz Stadium (en), Abha | 1-0   | -                                               |
| 15/08/2004 | Match 3     | Al Shabab       | Sultan bin Abdulaziz Stadium (en), Abha | 1-1   | Mohamed Al Hamdan (ar) 7e (csc)                 |
| 17/08/2004 | Match 4     | Al Nassr        | Sultan bin Abdulaziz Stadium (en), Abha | 4-3   | Bekkari , Aboucherouane , Soulaimani , Harouach |
| 21/08/2004 | Demi-finale | Jomo Cosmos FC  | Sultan bin Abdulaziz Stadium (en), Abha | 1-0   | Nabil Mesloub 95e (pen.)                        |
| 24/08/2004 | Finale      | América de Cali | Sultan bin Abdulaziz Stadium (en), Abha | 2-1   | Amine Kassed 6e, Noureddine Harouach 54e        |

Le déplacement des Verts à Abha s'est avéré très bénéfique. L'équipe a remporté le tournoi, ce qui est de nature à donner plus de confiance aux jeunes joueurs tels que Noureddine Harouach, Amine Kassed et Soufiane Alloudi, sans oublier les plus chevronnés en méforme dernièrement, comme Hamid Nater et Mohamed Karbouch. Malgré le jeune âge de ses joueurs et l’absence de ses piliers, à l'image de Sami Tajeddine, Marouane Zemmama et Amine Erbate, en déplacement à Athènes à l'occasion des Jeux olympiques d'été, le Raja a réussi à s'adjuger le titre,.

#### Suite au Complexe Oasis
Le 9 septembre, le Raja CA retrouve le Chabab Mohammédia en match amical au Complexe sportif Raja-Oasis. Le match a permis à Alain Fiard de tester quelques joueurs tels les Jalal Jbile, Khalid Bouarib et un jeune africain. Les spectateurs étaient au rendez-vous puisque les gradins du complexe étaient pleins à craquer.
Le 12 septembre, le Raja se déplace à Tanger pour jouer l'ttihad Tanger. Au terme d'une rencontre plaisante, le Raja a dominé son adversaire et s'est imposé sur le score de 3-0.
| Date       | Match   | Adversaire     | Lieu                                    | Score | Buteurs                                               |
| ---------- | ------- | -------------- | --------------------------------------- | ----- | ----------------------------------------------------- |
| 09/09/2004 | Match 1 | SCC Mohammédia | Complexe sportif Raja-Oasis, Casablanca | 3-0   | Harouach 80e, Hamid Nater 88e (pen.), Jalal Jbile 90e |
| 12/09/2004 | Match 2 | IR Tanger      | Stade de Marchan, Tanger                | 0-3   | Harouach , Amine Kassed , El Haimer                   |

## Transferts
| Joueur                  | Poste             | Âge | Type de transfert      | Provenance/Destination | Division                     |
| ----------------------- | ----------------- | --- | ---------------------- | ---------------------- | ---------------------------- |
| Arrivées                |                   |     |                        |                        |                              |
| Hicham Aboucherouane    | Attaquant         | 23  | Retour de prêt         | Al Nasr Riyad          | Saudi Premier League         |
| Abdellatif Jrindou      | Défenseur         | 29  | Retour de prêt         | Ettifaq FC             | Saudi Premier League         |
| Modibo Maiga            | Attaquant         | 17  | Transfert              | Stade malien           | Première division            |
| Fofanh Abdulkareem      | Milieu de terrain | 21  | Transfert              | —                      | —                            |
| Said Fettah             | Milieu de terrain | 18  | —                      | Raja U21               | Championnat national espoirs |
| Mehdi Azouar            | Défenseur         | 21  | —                      | Raja U21               | Championnat national espoirs |
| Youssef Nafe            | Milieu de terrain | 21  | —                      | Raja U21               | Championnat national espoirs |
| Tarik Bendamou          | Attaquant         | 19  | —                      | Raja U21               | Championnat national espoirs |
| Départs                 |                   |     |                        |                        |                              |
| Noureddine Kacemi       | Défenseur         | 27  | Transfert              | FC Istres              | Ligue 1                      |
| Mohamed Ali Diallo      | Attaquant         | 25  | Transfert              | AS Faso-Yennenga       | Championnat du Burkina Faso  |
| Yssouf Koné             | Attaquant         | 24  | Transfert              | Qingdao                | Chinese Super League         |
| Youssef Rossi           | Défenseur         | 31  | Transfert              | Al Khor                | Qatar Stars League           |
| Abdelhakim Ait Boulmane | Gardien de but    | 22  | Transfert              | Maghreb de Fès         | Botola Pro                   |
| Tarik El Janabi         | Attaquant         | 20  | Transfert              | ES Béni Khalled        | Ligue 1 Pro                  |
| Khalil Bezdaoui         | Défenseur         | 27  | Transfert              | OC Safi                | Botola Pro                   |
| Khalid Tahoun           | Attaquant         | 24  | Résiliation de contrat | —                      | —                            |

## Botola
La Botola 2004-2005 est la 77e édition du championnat du Maroc de football et la 49e édition sous l'égide de la Fédération royale marocaine de football depuis sa création en 1956. La division oppose seize clubs en une série de trente rencontres, chaque club se rencontrant à deux reprises. Le champion et son dauphin se qualifient pour la Ligue des champions.
Le Raja CA participe à cette compétition pour la 49e fois de son histoire et n'a jamais quitté l'élite du football marocain depuis la première édition de 1956-1957, un record national. L'équipe défend son titre au titre de cette édition après avoir remporté son 8e sacre en 2003-2004.
Après avoir dominé le championnat tout au long de la phase retour, en restant invaincu et en alignant 7 victoires consécutives lors des 8 dernières journées, le Raja joue le titre lors de l'ultime journée quand il reçoit l'AS FAR, dauphin à un point de différence. Les militaires s'imposent 2-0 au Stade Mohammed-V grâce à un doublé de Mohamed Armoumen et coiffent au poteau le Raja, tenant du titre qui les avait devancé à l'ultime journée de la saison passée.
| Date          | No.           | Adversaire          | Lieu          | Résultat      | Buteurs                                                          | Rapport |
| ------------- | ------------- | ------------------- | ------------- | ------------- | ---------------------------------------------------------------- | ------- |
| MATCHS ALLER  | MATCHS ALLER  | MATCHS ALLER        | MATCHS ALLER  | MATCHS ALLER  | MATCHS ALLER                                                     | [ 10 ]  |
| 18/09/2004    | 1             | AS Salé             | Dom.          | 0 - 2         | Jalal Jbile 80e 88e                                              |         |
| 26/09/2004    | 2             | Mouloudia Oujda     | Ext.          | 3 - 1         | Marouane Zemmama 51e                                             |         |
| 03/10/2004    | 3             | Olympique Khouribga | Ext.          | 1 - 0         | -                                                                |         |
| 09/10/2004    | 4             | Maghreb de Fès      | Dom.          | 2 - 0         | Nabil Mesloub , Soufiane Alloudi                                 |         |
| 16/10/2004    | 5             | Chabab Mohammédia   | Ext.          | 0 - 0         | -                                                                |         |
| 23/10/2004    | 6             | Hassania Agadir     | Dom.          | 2 - 0         | Edgar Loué 45e, Mouhcine Iajour 90+3e                            |         |
| 31/10/2004    | 7             | IZ Khémisset        | Ext.          | 2 - 1         | Hicham Aboucherouane 55e                                         |         |
| 07/11/2004    | 8             | Union Touarga       | Dom.          | 2 - 1         | Hicham Aboucherouane 15e, Hicham Misbah 54e                      |         |
| 21/11/2004    | 9             | Ittihad Tanger      | Ext.          | 1 - 0         | -                                                                |         |
| 05/12/2004    | 10            | Wydad AC            | Dom.          | 1 - 1         | Nabil Mesloub 6e                                                 |         |
| 12/12/2004    | 11            | Jeunesse El Massira | Ext.          | 0 - 1         | Mustapha Bidoudane 67e                                           |         |
| 19/12/2004    | 12            | COD Meknès          | Dom.          | 2 - 0         | Hicham Aboucherouane 65e, Mustapha Bidoudane 70e (pen.)          |         |
| 26/12/2004    | 13            | Kawkab Marrakech    | Ext.          | 0 - 1         | Mustapha Bidoudane 67e                                           |         |
| 02/01/2005    | 14            | Olympique Safi      | Dom.          | 2 - 1         | Hicham Aboucherouane 22e, Mustapha Bidoudane 24e                 |         |
| 08/01/2005    | 15            | AS FAR              | Ext.          | 2 - 0         | -                                                                |         |
| MATCHS RETOUR | MATCHS RETOUR | MATCHS RETOUR       | MATCHS RETOUR | MATCHS RETOUR | MATCHS RETOUR                                                    | [ 11 ]  |
| 16/01/2005    | 16            | AS Salé             | Ext.          | 0 - 1         | Soufiane Alloudi                                                 |         |
| 19/01/2005    | 17            | Mouloudia Oujda     | Dom.          | 3 - 0         | Sami Tajeddine 18e, Nabil Mesloub 59e, Yssouf Koné 80e           |         |
| 05/02/2005    | 18            | Olympique Khouribga | Dom.          | 1 - 1         | Mustapha Bidoudane 45e                                           |         |
| 20/02/2005    | 19            | Maghreb de Fès      | Ext.          | 0 - 0         | -                                                                |         |
| 27/02/2005    | 20            | Chabab Mohammédia   | Dom.          | 1 - 0         | Hicham Aboucherouane 5e                                          |         |
| 13/03/2005    | 21            | Hassania Agadir     | Ext.          | 0 - 0         | -                                                                |         |
| 27/03/2005    | 22            | IZ Khémisset        | Dom.          | 1 - 1         | Hicham Aboucherouane                                             |         |
| 03/04/2005    | 23            | Union Touarga       | Ext.          | 0 - 2         | Fofanh Abdulkareem 75e, Mouhcine Iajour 85e                      |         |
| 17/04/2005    | 24            | Ittihad Tanger      | Dom.          | 5 - 1         | Aboucherouane 2e 90e, Alloudi 45+3e 47e 71e                      |         |
| 30/04/2005    | 25            | Wydad AC            | Ext.          | 0 - 1         | Soufiane Alloudi 90+2e                                           |         |
| 15/05/2005    | 26            | Jeunesse El Massira | Dom.          | 3 - 0         | Edgar Loué 21e, Aboucherouane 38e, Alloudi 78e                   |         |
| 29/05/2005    | 27            | COD Meknès          | Ext.          | 0 - 1         | Soufiane Alloudi 11e                                             |         |
| 05/06/2005    | 28            | Kawkab Marrakech    | Dom.          | 5 - 0         | Alloudi 10e, Soulamani 48e, Aboucherouane 62e 78e, Tajeddine 83e |         |
| 12/06/2005    | 29            | Olympique Safi      | Ext.          | 0 - 1         | Soufiane Alloudi 20e                                             |         |
| 19/06/2005    | 30            | AS FAR              | Dom.          | 0 - 2         | -                                                                |         |

## Coupe du trône
La Coupe du trône 2004-2005 est 49e édition de la Coupe du Trône de football sous l'égide de la Fédération royale marocaine de football depuis sa création en 1956. C'est une compétition à élimination directe, organisée annuellement et ouverte aux clubs amateurs et professionnels affiliés à la FRMF. Le vainqueur de la Coupe s'offre une place en Coupe de la confédération, s'il n'est pas déjà qualifié pour la Ligue des champions de la CAF, c'est justement ce qui s'est passé avec le Raja cette saison.
Le Raja CA totalise 5 titres dans cette compétition, dont le dernier a été remporté en 2004 (édition 2001-2002 dont la finale s'est jouée jusqu'en 2004) sous la houlette de Alexandru Moldovan.
Le 16 juillet 2005, les Verts décrochent leur 6e coupe du trône, en battant en finale l'Olympique de Khouribga aux tirs au but (5-4), après que les deux équipes n'ont pas pu se départager au terme du temps réglementaire (0-0).
| Date       | Tour            | Adversaire           | Lieu                              | Score          | Buteurs                                            |
| ---------- | --------------- | -------------------- | --------------------------------- | -------------- | -------------------------------------------------- |
| 13/02/2005 | 1/16e de finale | Rachad Bernoussi     | Stade Mohamed V, Casablanca       | 1-0            | Mouhcine Iajour 90+2e                              |
| 07/05/2005 | 1/8e de finale  | Kawkab Marrakech     | Stade El Harti, Marrakech         | 3-1            | Hicham Aboucherouane 32e, Soufiane Alloudi 68e 78e |
| 21/05/2005 | 1/4 de finale   | COD Meknès           | Stade d'honneur de Meknès, Meknès | 2-0            | Soufiane Alloudi                                   |
| 01/07/2005 | 1/2 finale      | Fath US              | Stade Moulay-Abdallah, Rabat      | 1-0            | Edgar Gbobela Loué 12e                             |
| 16/07/2005 | Finale          | Olympique Khrouribga | Stade Moulay-Abdallah, Rabat      | 0-0 ( tab 5-4) | —                                                  |

## Ligue des champions de la CAF
La Ligue des champions 2005 est la 41e édition de la plus prestigieuse des compétitions africaines inter-clubs, la Ligue des champions de la CAF. Le Raja Club Athletic participe à cette compétition pour la 10e fois de son histoire et il l'a déjà remporté à trois reprises. Exempté du tour préliminaire, les Verts disputent deux tours (aller-retour) pour se qualifier à la phase de poules. Les quatre premiers et les quatre deuxièmes de chaque groupe participent à la phase finale, qui débute par les demi-finales.

### Phase préliminaire
| Date       | Tour                    | Adversaire      | Lieu                            | Score | Buteurs                                       |
| ---------- | ----------------------- | --------------- | ------------------------------- | ----- | --------------------------------------------- |
| 06/03/2005 | 1/16 de finale - Aller  | DC Motema Pembe | Stade des Martyrs, Kinshasa     | 1-1   | Rachid Soulaimani 80e                         |
| 19/03/2005 | 1/16 de finale - Retour | DC Motema Pembe | Stade Mohamed V, Casablanca     | 2-0   | Hicham Aboucherouane 23e, Mouhcine Iajour 64e |
| 10/04/2005 | 1/8 de finale - Aller   | Africa Sports   | Stade Robert-Champroux, Abidjan | 1-1   | Mouhcine Iajour 57e                           |
| 23/04/2005 | 1/8 de finale - Retour  | Africa Sports   | Stade Mohamed V, Casablanca     | 1-0   | Redouane El Haimeur 91e                       |

### Phase de groupes
| Date       | J.        | Adversaire        | Lieu                                   | Score | Buteurs                                                          |
| ---------- | --------- | ----------------- | -------------------------------------- | ----- | ---------------------------------------------------------------- |
| 26/06/2005 | Journée 1 | Al Ahly SC        | Stade Osman Ahmed Osman, Le Caire      | 1-0   | -                                                                |
| 09/07/2005 | Journée 2 | Ajax Cape Town FC | Stade Mohamed V, Casablanca            | 1-1   | Marouane Zemmama 53e                                             |
| 23/07/2005 | Journée 3 | Enyimba FC        | Stade Mohamed V, Casablanca            | 1-0   | Abdellatif Jrindou 78e                                           |
| 07/08/2005 | Journée 4 | Enyimba FC        | Enyimba International Stadium, Enyimba | 2-0   | -                                                                |
| 20/08/2005 | Journée 5 | Al Ahly SC        | Stade Mohamed V, Casablanca            | 1-1   | Soufiane Alloudi 65e                                             |
| 11/09/2005 | Journée 6 | Ajax Cape Town FC | Newlands Stadium, Le Cap               | 0-3   | Fofahn Abdulkareem 6e, Soufiane Alloudi 43e, Mouhcine Iajour 61e |

| Rang | Équipe            | Pts | J | G | N | P | Bp | Bc | Diff |  | Résultats (▼ dom., ► ext.) |     |     |     |     |
| ---- | ----------------- | --- | - | - | - | - | -- | -- | ---- |  | -------------------------- | --- | --- | --- | --- |
| 1    | Al Ahly SC        | 14  | 6 | 4 | 2 | 0 | 7  | 2  | +5   |  | Al Ahly SC                 |     | 1-0 | 2-1 | 2-0 |
| 2    | Raja CA           | 8   | 6 | 2 | 2 | 2 | 6  | 5  | +1   |  | Raja CA                    | 1-1 |     | 1-0 | 1-1 |
| 3    | Enyimba FC        | 7   | 6 | 2 | 1 | 3 | 6  | 5  | +1   |  | Enyimba FC                 | 0-1 | 2-0 |     | 2-0 |
| 4    | Ajax Cape Town FC | 3   | 6 | 0 | 3 | 3 | 2  | 9  | -7   |  | Ajax Cape Town FC          | 0-0 | 0-3 | 1-1 |     |

### Phase finale
Le 15 octobre 2005, l'Étoile du Sahel élimine le Raja en demi-finale sur un score cumulé de 2-0. Quelques jours après, Alexandru Moldovan est évincé de son poste et son adjoint Jamal Sellami, est chargé d'assurer l'intérim à peine les crampons raccrochés.
| Date       | Tour                 | Adversaire | Lieu                              | Score | Buteurs |
| ---------- | -------------------- | ---------- | --------------------------------- | ----- | ------- |
| 24/09/2005 | Demi-finale - Aller  | ES Sahel   | Stade Mohamed V, Casablanca       | 0-1   | -       |
| 15/10/2005 | Demi-finale - Retour | ES Sahel   | Stade olympique de Sousse, Sousse | 1-0   | -       |

## Statistiques

### Statistiques collectives
| Compétition         | Résultat    | Matchs joués | Gagnés | Nuls | Perdus | Buts pour | Buts contre | Différence |
| ------------------- | ----------- | ------------ | ------ | ---- | ------ | --------- | ----------- | ---------- |
| Botola              | 2e          | 30           | 18     | 6    | 6      | 42        | 17          | +25        |
| Coupe du Trône      | Vainqueur   | 5            | 4      | 1    | 0      | 7         | 1           | +6         |
| Ligue des champions | Demi-finale | 12           | 4      | 4    | 4      | 11        | 9           | +2         |
| Total               | Total       | 47           | 26     | 11   | 10     | 60        | 27          | +33        |

### Statistiques individuelles

#### Statistiques des buteurs
| Place          | Nom                  | Botola | Coupe du Trône | Ligue des champions de la CAF | Total des buts |
| 1              | Soufiane Alloudi     | 10     | 4              | 2                             | 16             |
| 2              | Hicham Aboucherouane | 11     | 1              | 1                             | 13             |
| 3              | Mouhcine Iajour      | 2      | 1              | 3                             | 6              |
| 4              | Mustapha Bidoudane   | 5      | -              | -                             | 5              |
| 5              | Nabil Mesloub        | 3      | -              | -                             | 3              |
| 6              | Edgar Gnobela Loué   | 2      | 1              | -                             | 3              |
| 7              | Jalal Jbile          | 2      | -              | -                             | 2              |
| 8              | Sami Tajeddine       | 2      | -              | -                             | 2              |
| 9              | Marouanae Zemmama    | 1      | -              | 1                             | 2              |
| 10             | Rachid Soulaimani    | 1      | -              | 1                             | 2              |
| 11             | Fofanh Abdulkareem   | 1      | -              | 1                             | 2              |
| 12             | Hicham Misbah        | 1      | -              | -                             | 1              |
| 13             | Yssouf Koné          | 1      | -              | -                             | 1              |
| 14             | Redouane El Haimeur  | -      | -              | 1                             | 1              |
| 15             | Abdellatif Jrindou   | -      | -              | 1                             | 1              |
| Total des buts | Total des buts       | 42     | 7              | 11                            | 60             |